# Manny Machado
Manuel Arturo Machado (ur. 6 lipca 1992) – amerykański baseballista pochodzenia dominikańskiego występujący na pozycji trzeciobazowego w San Diego Padres.

## Przebieg kariery
Machado po ukończeniu szkoły średniej został wybrany w 2010 w pierwszej rundzie draftu z numerem trzecim przez Baltimore Orioles i początkowo grał w klubach farmerskich tego zespołu, między innymi w Bowie Baysox, reprezentującym poziom Double-A. W Major League Baseball zadebiutował 9 sierpnia 2012 w meczu przeciwko Kansas City Royals, w którym zaliczył dwa uderzenia (w tym triple'a) i zdobył runa. W sezonie 2013 po raz pierwszy wystąpił w All-Star Game, otrzymał Złotą Rękawicę i zaliczył najwięcej double'ów w American League (51). 29 lipca 2014 w meczu z Los Angeles Angels of Anaheim w drugiej połowie dwunastej zmiany zdobył pierwszego walk-off home runa w MLB.
8 maja 2016 w spotkaniu z Oakland Athletics zdobył dwa home runy (w tym drugiego w sezonie grand slama) i ustanowił rekord kariery zaliczając sześć RBI. 7 sierpnia 2016 w meczu przeciwko Chicago White Sox zdobył trzy home runy w pierwszych trzech inningach i pobił swój rekord zaliczając 7 RBI. 18 lipca 2018 w ramach wymiany zawodników przeszedł do Los Angeles Dodgers. 9 sierpnia 2018 w meczu przeciwko Colorado Rockies zaliczył 1000. odbicie w MLB.
21 lutego 2019 podpisał 10-letni kontrakt wart 300 milionów dolarów (największy między klubem a wolnym agentem w historii amerykańskiego sportu) z San Diego Padres.

## Nagrody i wyróżnienia
| Nagroda/wyróżnienie     | Lata                                     | Źródło |
| 7× All-Star             | 2013, 2015, 2016, 2018, 2021, 2022, 2025 | [ 2 ]  |
| 2× Gold Glove Award     | 2013, 2015                               | [ 2 ]  |
| 2× Silver Slugger Award | 2020, 2024                               | [ 2 ]  |